# Nalasopara
Nalasopara (o Nala Sopara, Nallasapare) è una città dell'India di 184.664 abitanti, situata nel distretto di Thane, nello stato federato del Maharashtra. In base al numero di abitanti la città rientra nella classe I (da 100.000 persone in su).

## Geografia fisica
La città è situata a 19° 24' 56 N e 72° 51' 41 E.

## Società

### Evoluzione demografica
Al censimento del 2001 la popolazione di Nalasopara assommava a 184.664 persone, delle quali 99.629 maschi e 85.035 femmine. I bambini di età inferiore o uguale ai sei anni assommavano a 24.749, dei quali 12.171 maschi e 12.578 femmine. Infine, coloro che erano in grado di saper almeno leggere e scrivere erano 146.712, dei quali 77.057 maschi e 69.655 femmine.